# 2633 Bishop
2633 Bishop eller 1981 WR1 är en asteroid i huvudbältet som upptäcktes den 24 november 1981 av den amerikanske astronomen Edward L.G. Bowell vid Anderson Mesa Station. Den är uppkallad efter den brittiske astronomen George Bishop.
Asteroiden har en diameter på ungefär 6 kilometer.